# ジェイムズ・ジョイス
ジェイムズ・オーガスティン・アロイジアス・ジョイス（James Augustine Aloysius Joyce、1882年2月2日 – 1941年1月13日）は、20世紀の最も重要な作家の1人と評価されるアイルランド出身の小説家、詩人。画期的な小説『ユリシーズ』（1922年）が最もよく知られており、他の主要作品には短編集『ダブリン市民』（1914年）、『若き芸術家の肖像』（1916年）、『フィネガンズ・ウェイク』（1939年）などがある。
ジョイスは青年期以降の生涯の大半を国外で費やしているが、ジョイスのすべての小説の舞台やその主題の多くがアイルランドでの経験を基礎においている。彼の作品世界はダブリンに根差しており、家庭生活や学生時代のできごとや友人（および敵）が反映されている。そのため、英語圏のあらゆる偉大なモダニストのうちでも、ジョイスは最もコスモポリタン的であると同時に最もローカルな作家という特異な位置を占めることとなった。

## 生涯

### ダブリン時代（1882年 - 1904年）
ジェイムズ・ジョイスは1882年にダブリンの南のラスガーという富裕な地域で没落してゆく中流のカトリック家庭に、10人兄弟の長男として生まれた（他にも2人兄弟がいたが腸チフスで亡くなっている）。母メアリ・ジェーン・ジョイス（旧姓マリー 1859〜1903）は敬虔なカトリック信者で、父ジョン・スタニスロース・ジョイス(1849〜1931)はコーク県出身で、小規模な塩と石灰の製造業を営む、声楽と冗談を好む陽気な男であった。ジョイス家の先祖となった人物はコネマラの石工だったが、父ジョンと父方の祖父ジェイムズ(1811〜66)はいずれも裕福な家と婚姻関係を結んだ。1887年にジョンはダブリン市役所の徴税人に任命され、家族はブレイ郊外の新興住宅地へ引っ越した（その後ジョイス家は経済的に困窮して幾度にもわたる引越しを余儀なくされたため、生家は現存せず、ジェイムズ・ジョイス・センター、ジェイムズ・ジョイス記念館はそれぞれ別の場所に建てられている）。このころジョイスは犬に噛まれて生涯にわたる犬嫌いとなった。他にジョイスの苦手なものとしては、敬虔な叔母に「あれは神様がお怒りになっている印だよ」と説明されて以来恐れるようになった雷雨などが知られている。

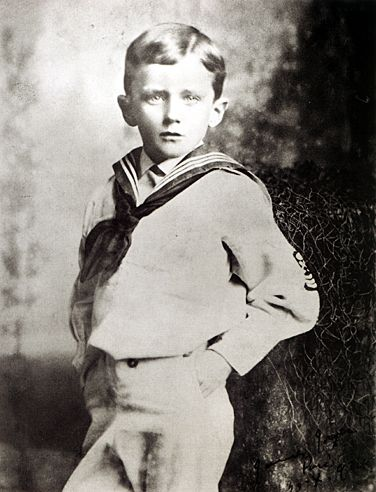
6歳(1888年)

1891年、アイルランドの政治指導者で父ジョンも熱烈に支持していた「王冠なき国王」C・S・パーネルの死に際して、当時9歳のジョイスは「ヒーリーよ、お前もか」（"Et Tu, Healy?"）と題した詩を書いた（ティモシー・ヒーリーはパーネルを裏切り政治生命を絶った人物）。ジョンはこれを印刷し、バチカン図書館にコピーを送りさえした。同年11月、ジョンは破産宣告を受けて休職、1893年には年金給付の上で解雇された。この一件からジョンは酒浸りになり、経済感覚の摩耗もあいまって一家は貧困への道をたどりはじめることとなる。
ジョイスは1888年からキルデア県の全寮制学校クロンゴウズ・ウッド・カレッジで教育を受けたが、父の破産により学費を払えなくなったため1892年には退校せざるをえなかった。自宅やダブリンのノース・リッチモンド・ストリートにあるカトリック教区学校クリスチャン・ブラザーズ・スクールでしばらく学んだのち、1893年にダブリンでイエズス会の経営する学校ベルベディア・カレッジに招聘されて籍を置く。ジョイスが聖職者となることを期待しての招待であったが、ジョイスはそれ以上、カトリックの信仰を深めることはなかった（ただし、ジョイスの小説やエッセイにおいては"Epiphany"や"Jesuit"などのカトリックの用語が頻出し、カトリック神学者トマス・アクィナスの哲学もジョイスの生涯を通じて強い影響をもちつづけた）。
1898年、ジョイスは設立されてまもないユニバーシティ・カレッジ・ダブリンに入学し、現代語、特に英語、フランス語、イタリア語を学び、有能さを発揮した。また、ダブリンの演劇や文学のサークルにも活発に参加し、『隔週評論』誌にイプセンの戯曲『わたしたち死んだものが目覚めたら』（"Når vi døde vågner" 、1899年）の書評「イプセンの新しい演劇」（"Ibsen's New Drama"）を発表したりなどした。この書評はジョイスの最初に活字となった作品であり、ノルウェーでこれを読んだイプセン本人から感謝の手紙が届けられている。この時期のジョイスは他にもいくつかの記事と少なくとも2本の戯曲を書いているが、戯曲は現存していない。また、こうした文学サークルでの活動をきっかけとして1902年にはアイルランド人作家W・B・イェイツとの交友が生れている。ユニバーシティ・カレッジ・ダブリンでの友人たちの多くはのちのジョイスの作品中に登場している。
1903年、学士の学位を得てユニバーシティ・カレッジ・ダブリンを卒業したのち、ジョイスはパリへ留学する。医学の勉強が表向きの理由であったが、貧しい家族がジョイスの浪費癖に手を焼いて追い払ったというのが真相である。しかし、癌に冒された母の危篤の報を聞いてダブリンに引き返すまでの数ヶ月間も、あまり実りの無い自堕落な生活に費やしていたという。母の臨終の際、ジョイスは母の枕元で祈りを捧げることを拒否した（母と不仲であったためではなく、ジョイス自身が不可知論者であったことによる）。母の死後、ジョイスは酒浸りになり家計はいっそう惨憺たるものとなったが、書評を書いたり教師や歌手などをして糊口をしのいだ。
1904年1月7日、ジョイスは美学をテーマとしたエッセイ風の物語『芸術家の肖像』（"A Portrait of the Artist"）を発表しようと考え、自由主義的な雑誌『Dana』へ持ち込んだが、あっさりと拒絶された。同年の誕生日、ジョイスはこの物語に修正を加えて『スティーブン・ヒーロー』（"Stephen Hero"）という題の小説に改作しようと決意した。このころ、彼はゴールウェイ県コネマラからダブリンへやってきてメイドとして働いていたノラ・バーナクル(1884〜1951)という若い女性と出会った。のちの作品『ユリシーズ』はダブリンのある1日のできごとを1冊に封じ込めたものであるが、この「ある1日」こそ、二人が初めてデートした「1904年6月16日」にほかならない（ブルームズデイ参照）。
ジョイスはその後もしばらくダブリンにとどまり、ひたすら飲み続けた。こうした放蕩生活をしていたある日、ジョイスはフェニックス・パークで一人の男と口論の末喧嘩になり逮捕された。父ジョンの知人アルフレッド・H・ハンターなる人物が身元引き受け人となってジョイスを連れ出し、怪我の面倒をみるため自分の家へ招いた。ハンターはユダヤ人で、妻が浮気をしているという噂のある人物であり、『ユリシーズ』の主人公レオポルト・ブルームのモデルの一人となっている。またジョイスは、やはり『ユリシーズ』の登場人物バック・マリガンのモデルとなるオリバー・セント＝ジョン＝ゴガティ（のちに本業の医者としてだけでなくW・B・イェイツから称賛されるほどの文筆家としても知られるようになる）という医学生とも親しくなり、ゴガティ家がダブリン郊外のサンディコーヴに所有していたマーテロー・タワーに6日間滞在している。その後二人は口論になり、ゴガティが彼に向けて銃を発砲したためジョイスは夜中に逃げ出し、親戚の家に泊めてもらうためダブリンまで歩いて帰った。翌日、置き忘れてきたトランクは友人に取りに（盗りに?）行かせている。この塔は『ユリシーズ』劈頭の舞台となっているため現在ではジョイス記念館となっている。
その後まもなく、ジョイスはノラを連れて大陸に駆け落ちした。

### トリエステ時代（1904年 - 1915年）
ジョイスはノラと自発的亡命に入り、まずチューリッヒへ移住してイギリスのエージェントを通してベルリッツ語学学校で英語教師の職を得た。このエージェントは詐欺に遭っていたことが判明したが、校長はジョイスをトリエステ（第一次世界大戦後にイタリア領となるが、当時はオーストリア・ハンガリー帝国領）へ派遣した。トリエステへ行っても職を得られないことが明らかとなったが、ベルリッツのトリエステ校校長の取り計らいにより、1904年10月からオーストリア・ハンガリー帝国領プーラ（のちのクロアチア領）で教職に就くこととなった。
1905年3月、オーストリアでスパイ組織が摘発されてすべての外国人が追放されることになったためプーラを離れざるをえず、再び校長の助けによりトリエステへ戻って英語教師の仕事を始め、その後の10年の大半を同地で過ごすこととなる。同年7月にはノラが最初の子供ジョルジオ(1905〜76)を産んでいる。ジョイスはやがて弟のスタニスロース(1884〜1955)を呼び寄せ、同じくトリエステ校の教師としての地位を確保してやった。ダブリンでの単調な仕事よりも面白かろうというのが表向きの理由であったが、家計を支えるためにはもう一人稼ぎ手が欲しいからというのが本音であった。兄弟の間では主にジョイスの浪費癖と飲酒癖をめぐって衝突が絶えなかった。この年の12月、ロンドンの出版社に『ダブリン市民』の中の12編を送っているが出版は拒否された。
やがて放浪癖が昂じてトリエステでの生活に嫌気がさしたジョイスは、1906年7月にローマへ移住して銀行の通信係として勤めはじめる。『ユリシーズ』の構想を（短編として）練りはじめたり『ダブリン市民』の掉尾を飾る短編「死者たち」の執筆を開始したのもローマ滞在中のことである。しかしローマがまったく好きになることができずに1907年3月にはトリエステへ帰ることとなった。この年の7月には娘ルチア(1907〜82)が誕生している。執筆に関しては、同年5月に詩集『室内楽』（"Chamber Music"）を出版したほか、「死者たち」（"The Dead"）を脱稿し、『芸術家の肖像』を改題した自伝的小説『スティーヴン・ヒーロー』を、『若き芸術家の肖像』（"A Portrait of the Artist as a Young Man"）として再度改稿へ着手している。
1909年の7月にジョイスは息子ジョルジオを連れてダブリンへ帰省した。父に孫の顔を見せることと、『ダブリン市民』の出版準備とがその目的である。8月にはモーンセル社と出版契約を結び、ゴールウェイに住むノラの家族との初対面も成功裏に済ませることが出来た。トリエステへ帰る準備をしながら、ジョイスはノラの家事の手伝いとして自分の妹エヴァを連れて帰ることに決めた。トリエステへ戻って一月後、ダブリンで最初の映画館ヴォルタ館を設立するため再度故郷へ帰る。この事業が軌道に乗った1910年1月、もう一人の妹アイリーンを連れてトリエステに戻る（ただし映画館はジョイスの不在中にあっけなく倒産してしまう）。エヴァはホームシックにより数年でダブリンへ戻ってしまうが、アイリーンはその後の生涯を大陸で過ごし、チェコの銀行員と結婚した。
1912年6月、『ダブリン市民』について収録作の一部削除などの注文をつけてきたモーンセル社の発行人ジョージ・ロバーツと決着をつけるため再びダブリンへ舞い戻る。しかし意見の相違から両者は決裂し、3年越しの出版契約は白紙化されることとなってしまう。落胆したジョイスはロバーツにあてつけた風刺詩「火口からのガス」（"Gas from a Burner"）を書いてダブリンを離れる。そしてこれがジョイスにとって最後のアイルランド行となった。父親の求めや親しいイェイツの招待を受けても、ロンドンより先に足を向けることは二度となかった。
この期間、ジョイスはダブリンへ戻って映画館主になろうと試みるほか、計画倒れに終わったもののアイルランド産ツイードをトリエステへ輸入するなどさまざまな金策を立てている。ジョイスに協力した専門家たちは彼が一文無しにならずにすむよう力を貸した。当時のジョイスはもっぱら教師職によって収入を得ており、昼間はベルリッツ校やトリエステ大学（この当時は高等商業学校）の講師として、夜は家庭教師として教鞭を振るった。こうして教師職をかけもちしていたころに生徒として知り合った知人は、ジョイスが1915年にオーストリア・ハンガリー帝国を離れてスイスへ行こうとして問題に直面したさいに大きな助力となった。
トリエステでの個人教師時代の生徒の一人には、イタロ・ズヴェーヴォのペンネームで知られる作家アーロン・エットーレ・シュミッツがいる。二人は1907年に出会い、友人としてだけでなく互いの批評家として長い交友関係をもつこととなった。ズヴェーヴォはジョイスに『若き芸術家の肖像』の執筆を勧め励ましただけでなく、『ユリシーズ』の主人公レオポルド・ブルームの主要なモデルとなっており、同作中のユダヤ人の信仰に関する記述の多くは、ユダヤ人であるズヴェーヴォがジョイスから質問を受けて教示したものである。ジョイスが眼疾に悩みはじめることとなったのもトリエステでのことである。この病は晩年のジョイスに十数度にわたる手術を強いるほど深刻なものであった。

### チューリッヒ時代（1915年 - 1920年）

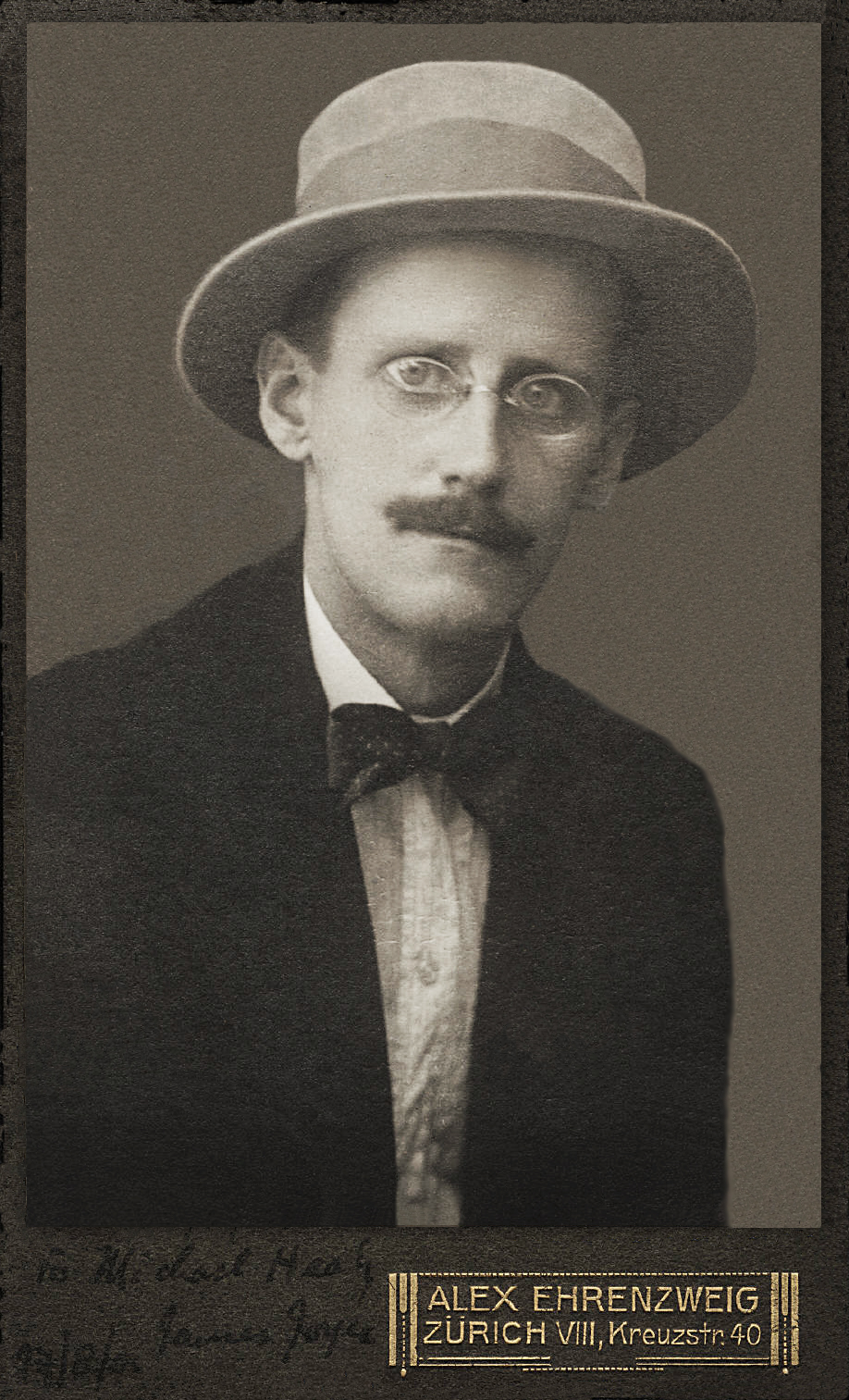
1915年

第一次世界大戦が勃発してオーストリア・ハンガリー帝国での生活に難儀したジョイスは、1915年にチューリッヒへ移住した。この地で知り合ったフランク・バッジェン（Frank Budgen）とは終生の友人となり、『ユリシーズ』や『フィネガンズ・ウェイク』の執筆に際しては絶えずバッジェンの意見を求めるほどの信頼を置くようになった。またこの地ではエズラ・パウンドによりイギリスのフェミニストである出版社主ハリエット・ショー・ウィーヴァーに引き合わされた。彼女はジョイスのパトロンとなり、個人教授などする必要なく執筆に専念できるようその後25年にわたり数千ポンドの資金援助をした。ジョイスとエズラ・パウンドが対面するのは1920年のことになるが、パウンドはイェーツとともに尽力してまだ見ぬジョイスにイギリス王室の文学基金や助成金をもたらしたり、ジョイスのために『ユリシーズ』の掲載誌を紹介するなどさまざまな協力をした。終戦後にジョイスは一度トリエステへ戻るが、街はすっかり様変わりしていたうえに弟（戦争中は思想犯としてオーストリアの収容所に拘留されていた）との関係も悪化してしまう。1920年、パウンドの招待を受けてジョイスは一週間ほどの予定でパリへ旅立つが、結局その後20年間をその街で過ごすこととなる。

### パリ時代（1920年 - 1940年）
自身の眼の手術と統合失調症を患った娘ルチアの治療のためジョイスはたびたびスイスを訪れた。パリ時代にはT・S・エリオットやヴァレリー・ラルボー（Valery Larbaud）、サミュエル・ベケットといった文学者との交流が生れた。パリでの長年にわたる『フィネガンズ・ウェイク』執筆中はユージーン・ジョラスとマライア・ジョラス夫妻がジョイスの手助けをした。夫妻の強い支持とハリエット・ショー・ウィーヴァーの財政支援がなかったならば、ジョイスの著書は脱稿にさえ至らなかった可能性が高い。ジョラス夫妻は伝説的な文芸雑誌『トランジション』にジョイスの新作を『進行中の作品』（"Work in Progress"）の仮題で不定期連載した。この作品の完結後につけられた正式タイトルが『フィネガンズ・ウェイク』（"Finnegans Wake"）である。

### ふたたびチューリッヒ時代（1940年 - 1941年）
1940年、ナチス・ドイツによるフランス占領から逃れるべくジョイスはチューリッヒへ帰還する。
1941年1月11日、十二指腸潰瘍穿孔の手術を受ける。術後の経過は良好であったが翌日には再発し、数度の輸血の甲斐もなく昏睡状態に陥った。1月13日午前2時、眼を覚ましたジョイスは再び意識を失う前に妻と子供を呼ぶよう看護師に伝えた。その15分後、家族が病院へ駆けつけている途中にジェイムズ・ジョイスは息絶えた。
埋葬されたチューリッヒのフリュンテン墓地は動物園の隣にあり、ジョイスの好きだったライオンの鳴き声が聞こえるのがルチアの気に入ったという。後にジョイスの10年後に亡くなった妻ノーラ（1904年に駆け落ちして1931年に正式に結婚した）、1976年に没した息子ジョルジオも彼の隣に埋葬された。

## 著作

### 一覧

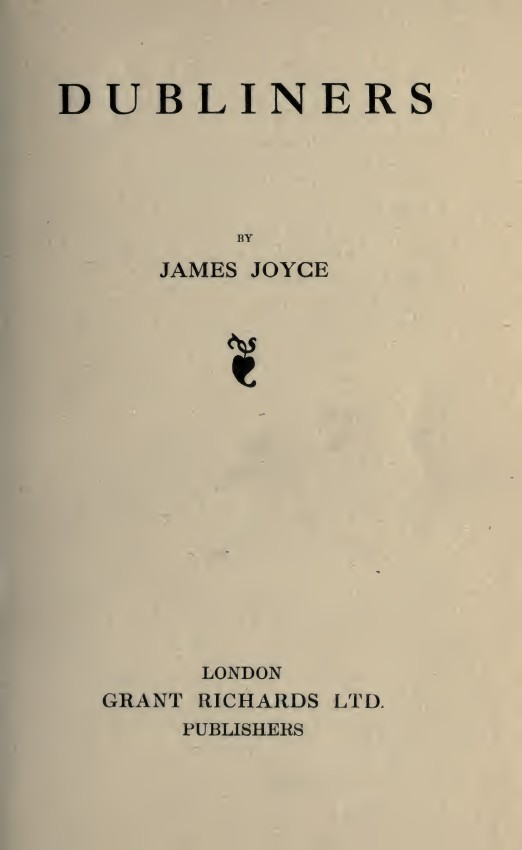
Dubliners, 1914

- 1904年『芸術家の肖像』（"A Portrait of the Artist"、『若き芸術家の肖像』の原型となったエッセイ）
- 1904年 - 1906年『スティーヴン・ヒーロー』（"Stephen Hero"、『芸術家の肖像』を改稿した小説、1944年出版）
- 1907年『室内楽』（"Chamber Music"、詩集）
- 同年 『死者たち』（"The Dead"、短篇集）
- 1914年『ダブリン市民』（"Dubliners"、短篇集）
- 1916年『若き芸術家の肖像』（"A Portrait of the Artist as a Young Man"、長篇小説）
- 1918年『追放者たち』（"Exiles "、戯曲）
- 1922年『ユリシーズ』（"Ulysses"、長篇小説）
- 1927年『ポームズ・ペニーチ』（"Pomes Penyeach"、詩集）
- 1939年『フィネガンズ・ウェイク』（"Finnegans Wake"、長篇小説）
- 1965年『猫と悪魔』（"The Cat and the Devil"、児童書）
- 『ジェイムズ・ジョイス全評論』（吉川信訳、筑摩書房、2012年）

14歳から55歳までの全61篇（電子書籍化、2016年より）

### 概観

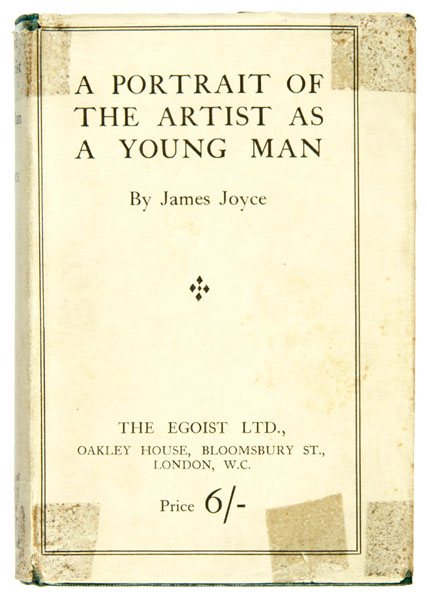
若き芸術家の肖像

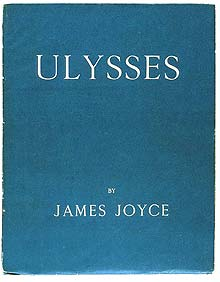
1922年の初版のカバー

『ダブリン市民』
（詳細は別項『ダブリン市民』を参照）
ジョイスの著作においてはアイルランドでの経験がその根本的な構成要素となっており、すべての著作の舞台や主題の多くがそこからもたらされている。ジョイスの初期の成果を集成した短篇集『ダブリン市民』は、ダブリン社会の停滞と麻痺の鋭い分析である。同書中の作品には「エピファニー」が導入されている。エピファニーとはジョイスによって特有の意味を与えられた語で、ものごとを観察するうちにその事物の「魂」が突如として意識されその本質を露呈する瞬間のことであり、ジョイス以降こうした事物の本質の顕現をテーマとする作品のことを「エピファニー文学」と呼ぶようになった。短篇集の最後に置かれた最も有名な作品「死者たち」は1987年に『ザ・デッド/「ダブリン市民」より』として映画化され、ジョン・ヒューストンの最後の監督作品となった。
『若き芸術家の肖像』
（詳細は別項『若き芸術家の肖像』を参照）
『若き芸術家の肖像』は中絶された小説『スティーヴン・ヒーロー』をほぼ全面的に改稿したものであり、オリジナルの草稿はノラとの議論で発作的な怒りに駆られたジョイス自身によって破棄された。「Künstlerroman」（ビルドゥングス・ロマンの一種）、すなわち才能ある若い芸術家が成熟し自意識に目覚めるまでの自己啓発の過程を伝記的物語の形で追った小説である。主人公スティーヴン・ディーダラスは少なからずジョイス自身をモデルとしている。内的独白の使用や登場人物の外的環境よりも精神的現実への言及の優先といった、後の作品に多く見られる手法の萌芽もこの作品において散見される。
戯曲『追放者たち』と詩篇
最初期には演劇に深い関心を寄せていたにもかかわらず、ジョイスが発表した戯曲は『追放者たち』一篇のみである。この作品は「死者たち」を原型として1914年の第一次世界大戦勃発の直後から書きはじめられ、1918年に上梓された。夫婦関係に関する研究という点から、この作品は「死者たち」と『ユリシーズ』（「死者たち」脱稿直後から執筆を開始した）の橋渡しの役割を果たしたといえる。
ジョイスはまた数冊の詩集も出版している。習作を除くとジョイスが最初に発表した詩作品は痛烈な諷刺詩「検邪聖省」（"The Holy Office"、1904年）であり、この作品によってジョイスはケルト復興運動（Celtic Revival）の著名なメンバーたちの中で名を上げた。1907年に出版された最初のまとまった詩集『室内楽』（"Chamber Music"、ジョイス曰く「尿瓶（chamber pot）に当たる小便の音のこと」）は36篇からなる。この本はエズラ・パウンドの編集する「Imagist Anthology」に加えられ、パウンドはジョイス作品の最も強力な擁護者となった。ジョイスが生前に発表した他の詩には「火口からのガス」（"Gas From A Burner"、1912年）、詩集『ポームズ・ペニーチ』（"Pomes Penyeach"、1927年）、"Ecce Puer"（1932年、孫の誕生と父の死を記したもの）などがあり、これらは1936年に『詩集』（"Collected Poems"）として一冊にまとめられた。
近藤耕人訳『さまよえる人たち　戯曲・三幕』（彩流社、1991年）がある。
『ユリシーズ』
（詳細は別項『ユリシーズ』を参照）
1906年に『ダブリン市民』を完成させたジョイスは、レオポルド・ブルームという名のユダヤ人広告取りを主人公とする「ユリシーズ」というタイトルの短篇をそれに追加することを考えた。この計画は続行されなかったが、1914年にはタイトルと基本構想を同じくする長編小説に取り組みはじめる。1921年10月に執筆を終えたのち校正刷りに3ヶ月かけて取り組み、自ら定めた締め切りである40歳の誕生日（1922年2月2日）の直前に完成させた。
エズラ・パウンドの尽力により、1918年から「The Little Review」誌での連載が開始。この雑誌は同時代の実験的な芸術や文学に関心を寄せるニューヨークの弁護士ジョン・クインの支援のもとにマーガレット・アンダーソンとジェイン・ヒープによって編集されたものである。『ユリシーズ』はアメリカ合衆国で検閲に引っかかり、1921年に猥褻文書頒布の咎でアンダーソンとヒープに有罪判決が下ったのを受けて連載は中断の憂き目に会う。アメリカで発禁処分が解かれるのは1933年のことである。
この一件も手伝い、ジョイスは『ユリシーズ』の単行本化を引き受けてくれる出版社を見つけるのは困難であることに気づいたが、1922年にはパリ左岸でシルヴィア・ビーチの経営するシェイクスピア・アンド・カンパニー書店から上梓することができた。時期をほぼ同じくして T・S・エリオットの詩『荒地』（"Waste Land"）が刊行されていることから、この1922年という年は英文学におけるモダニズムの歴史上とりわけ重要なメルクマールであるといえる。ジョイスのパトロンの一人ハリエット・ショー・ウィーヴァーによって出版された英語版はさらなる困難に直面した。アメリカ合衆国へ出荷された500部が米国政府当局によって押収ののち破棄されたのである。翌年、ジョン・ロドカー（John Rodker）は押収されたものの代わりに新しく500部増刷したが、これらもフォークストン（Folkestone）でイギリスの税関によって焼却処分された。この本が発禁書という不明瞭な法的立場に置かれたため、やがていくつもの「海賊版」が登場することとなった。これらの海賊版の中でも特に有名なものはアメリカの悪徳出版業者サミュエル・ロス（Samuel Roth）によって刊行されたものである。1928年に裁判所から出た禁止命令によって出版を取り止めたロスは刑務所へ送られることとなったが、罪状がやはり猥褻罪であり著作権侵害ではなかったところにもこの本の置かれた立場の微妙さが見て取れる（なおロスはこのさい『進行中の作品』の仮題で連載が開始されていた『フィネガンズ・ウェイク』も同時に盗用している）。
『ユリシーズ』において、ジョイスは登場人物を表現するために意識の流れ、パロディ、ジョーク、その他ありとあらゆる文学的手法を駆使した。1904年6月16日という一日のあいだに起きる出来事を扱ったこの小説の中に、ジョイスはホメロスの『オデュッセイア』の登場人物や事件を現代のダブリンへ持ち込んだ。オデュッセウス（ユリシーズはその英語形）、ペネロペ、テレマコスはそれぞれ登場人物レオポルド・ブルーム、その妻モリー・ブルーム、スティーヴン・ディーダラスによって代置され、神話中の高貴なモデルとパロディ的に対比される。この本はダブリンの生活およびそこに満ちた汚穢と退屈さを余すところなく踏査している。ジョイス自身も「たとえダブリンが大災害で壊滅しても、この本をモデルにすればレンガの一個一個に至るまで再現できるだろう」と豪語するほどの自信をもっていた。ダブリンに愛想を尽かして故郷を捨てたジョイスだが、この街への郷愁なしにここまで完璧な細密画を描くことは不可能であり、ダブリンに対して愛憎半ばするジョイスのアンビヴァレンスが窺われる。ダブリンの描写をこのレベルまで仕上げるためには、ダブリンのすべての居住用・商業用建築の所有者や入居者を網羅した『Thom's Directory』（1904年版）という本が活用された。また、それ以外にも情報や説明を求めたジョイスはまだダブリンに住んでいる友人たちを質問攻めにしてもいる。
この本は全18章からなる。それぞれの章がおよそ1時間の出来事を扱っており、午前8時ごろから始まって翌朝の午前2時過ぎに終わる。また1章ごとに異なる全部で18通りの文体が用いられているだけでなく、『オデュッセイア』で語られる18のエピソード、これと関連する18種類の色、学問や技術、身体器官が適用・言及される。これらの組み合わせによって形成される作品全体の万華鏡的な梗概（「ゴーマン・ギルバート計画表」）は、この本が20世紀のモダニズム文学の発展に対して寄与した最も大きな貢献の一つに数えられる。他の注目すべき点としては、準拠枠としての古典的な神話の使用や、重要な事件の多くが登場人物の胸中において起きるというこの本の細部に対する強迫観念にも近い執着などが挙げられる。しかしながらジョイスは「私は『ユリシーズ』を過剰に体系化してしまったかもしれない」と述べ、ホメロスから借用した章題を削除したりもしており、『オデュッセイア』との照応関係はさほど重視していなかった節もある。

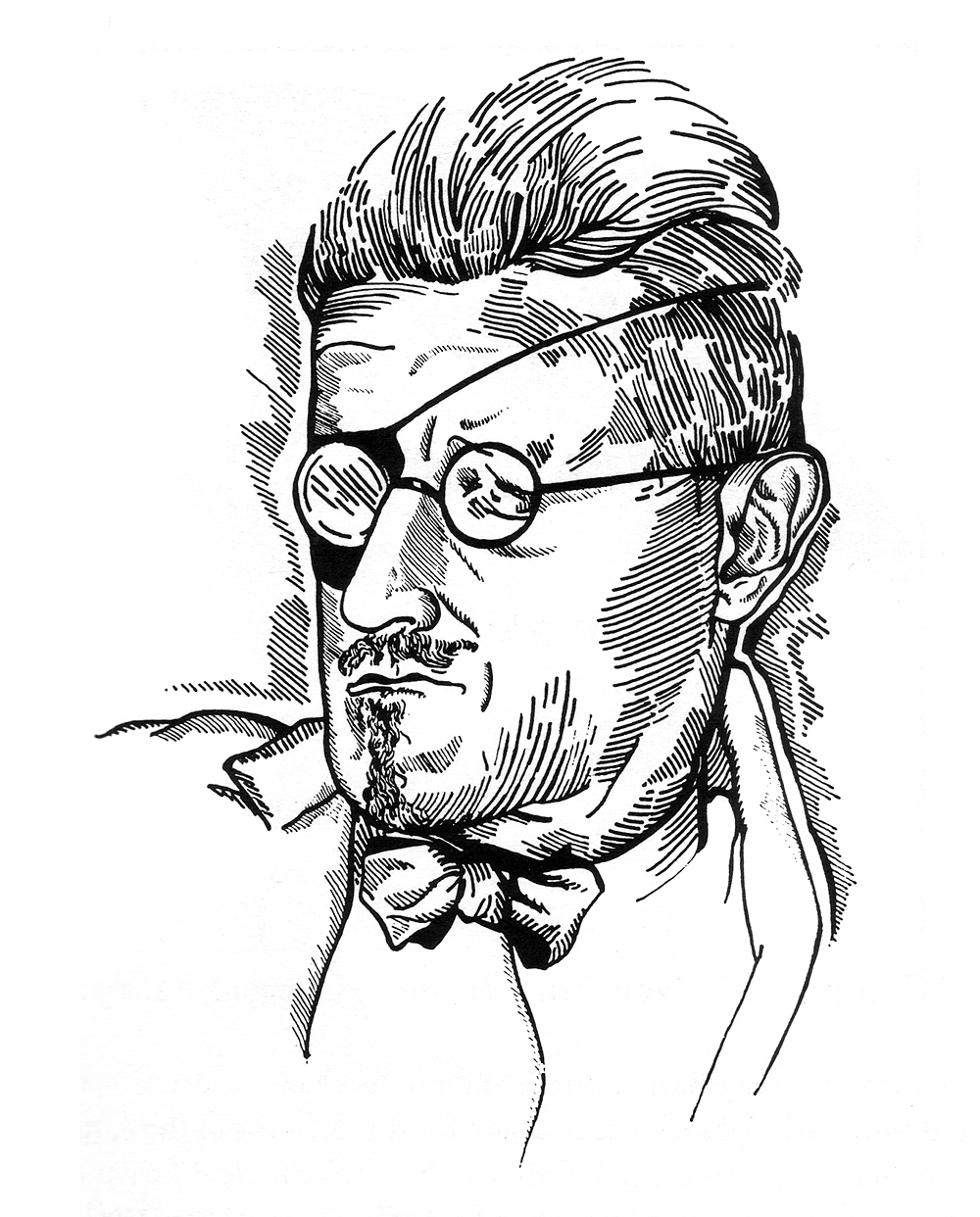
眼帯をしたジョイス(1922年)

『フィネガンズ・ウェイク』
（詳細は別項『フィネガンズ・ウェイク』を参照）
『ユリシーズ』の執筆を終えたジョイスは、自分のライフワークはこれで完了したと考えたが、まもなくさらに野心的な作品の制作計画を立てた。1923年3月10日から、ジョイスはやがて『進行中の作品』（"Work in Progress"）の仮題をつけられ、のちに『フィネガンズ・ウェイク』（"Finnegans Wake"）の正式タイトルを与えられることになる作品にとりかかり、1926年には最初の2部を完成させた。この年ジョイスはユージーン・ジョラスとマライア・ジョラスに会い、彼ら夫婦の編集する文芸雑誌『トランジション』（Transition）で『進行中の作品』を連載してはどうかとの申し出を受けている。
その後数年ジョイスはこの新作を迅速に書き進めていったが、1930年代に入ると進捗状況は芳しくなくなる。停滞の要因としては、1931年の父の死、娘ルチアの精神状態に関する懸念、視力の低下を含むジョイス自身の健康上の問題などが挙げられる。こうした困難を抱えながらも執筆はサミュエル・ベケットを含む若い支持者の力を借りて進められた。このころジョイスは同郷の詩人ジェームズ・スティーヴンス（James Stephens）と親しくなるが、スティーヴンスが優れた文才をもっているばかりでなくジョイスと同じ病院で同じ日に生まれたこと（ジョイスの勘違いで実際には一週間違い）、その名前がジョイス自身と小説中におけるジョイスの分身スティーヴン・ディーダラスのファーストネームの組み合わせであることなどから、迷信深かったジョイスは自分とスティーヴンスには運命的なつながりがあるのだと信じるようになった。さらには『フィネガンズ・ウェイク』を完成させるべきはスティーヴンスであり、原稿を渡して残りの部分を仕上げてもらってから「JJ & S」の名で出版しようという奇妙な計画まで立てた（「JJ & S」は「ジェームズ・ジョイス＆スティーヴンス」の頭文字であるが、有名なアイリッシュ・ウイスキーのブランド「ジェムソン」（John Jameson & Sons）の商標にかけたシャレである）が、結局はジョイスが一人で完成させることができたのでこの計画は実行されなかった。
『トランジション』誌において発表された冒頭部分に対する読者の反応は賛否両論で、パウンドや弟スタニスロースのようにジョイスの初期の著作に対して好意的だった人たちから否定的なコメントが寄せられもした。こうした非好意的な反応を退けるべく、1929年には『進行中の作品』の支持者たちによる批評をまとめた論文集が刊行された。『進行中の作品の結実のための彼の制作をめぐる我らの点検』（Our Exagmination Round His Factification for Incamination of Work in Progress）と題したこの論文集の著者にはベケットのほかウィリアム・カルロス・ウィリアムズらが名を連ねた。ベケットは巻頭論文「ダンテ・・・ブルーノ・ヴィーコ・・ジョイス」を寄稿した（これがベケットの初めて活字になった文章である）のを機にジョイスと20世紀の文学史上最も有名な交友関係を結ぶこととなり、しばしばジョイスの秘書的な役割をも果たして『進行中の作品』の制作にも協力した。
ジョイス宅で開かれた彼の47歳の誕生日パーティー（1929年2月2日）の席上、ジョイスは最終的に決定した『進行中の作品』の正式タイトルが『フィネガンズ・ウェイク』であることを明かし、1939年5月4日に単行本として出版された。
意識の流れや暗喩、自由連想などといったジョイスの文学的手法を極限まで押し進めた『フィネガンズ・ウェイク』は、プロット構成や登場人物の造形に関する従来の慣例をことごとく打ち破っているばかりでなく、複雑で多面的な地口をもとにした特異かつきわめて難解な言語によって書かれている。ルイス・キャロルの『ジャバウォックの詩』とも似たアプローチであるが、その複雑さや規模の大きさはこれをはるかに凌駕する。『ユリシーズ』が“都市生活の中の一日”であるとするなら、『フィネガンズ・ウェイク』は“夢の論理の中の一夜”ということができる。『フィネガンズ・ウェイク』において『ユリシーズ』が「“usylessly unreadable Blue Book of Eccles”（どうあがいても読むことのできそうにないエクルズの青い本）」として言及されている部分は有名だが、多くの読者や批評家からこれはむしろ『フィネガンズ・ウェイク』にこそふさわしい言い回しだとされてきた。しかしその後の研究によって読者は主な登場人物の配役やプロットについての合意を得ることができるようになった。
本書における言語遊戯的な語の使用は広範な言語を結集し多言語間にわたる語呂合わせによって生み出されたものである。ベケットをはじめとする助手たちは、これらの言語が書かれたカードを照合して新しい組み合わせにして使えるようにしたり（？）、すでに視力がかなり衰えていたジョイスのため口述筆記をするなどの協力をした。
また本書で提示される歴史観はジャンバッティスタ・ヴィーコの強い影響下にあり、登場人物が相互に及ぼしあう影響関係にはジョルダーノ・ブルーノの形而上学が重要な役割を果たしている。ヴィーコは、歴史が混沌とした未開状態からはじまって神政、貴族政、民主政を経て再び混沌へ帰り、螺旋を描きながら循環するという歴史観を提唱した。ヴィーコの循環的歴史観の最も明らかな影響例は、本書の冒頭と末尾に見て取ることができる。原文における最後の一節は本書冒頭の一節とつながっており、合わせて一文をなすことによって本全体に一つの大きな円環構造を形作らせているのである。
実際にジョイスは、不眠症を患いながら読了したあとで最初のページへ戻って再び読みはじめ、そして永遠に循環して読み続けるのが『フィネガンズ・ウェイク』の理想的な読者だと語っている。

## 関連事項

### ジョイス記念館

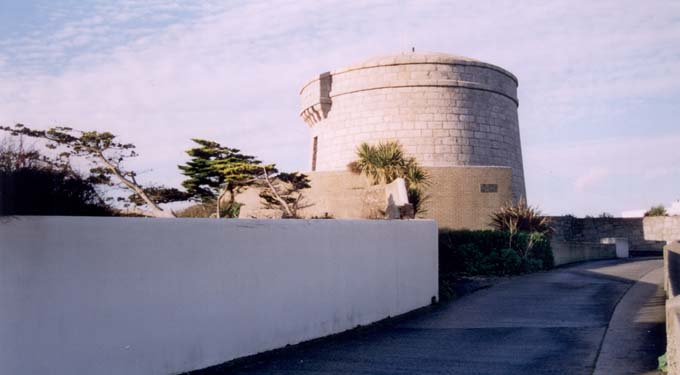
ジェームズ・ジョイス・タワー

ジョイス記念館マーテロー・タワーはジョイス・タワーとも呼ばれ、ダブリン南部の郊外サンディコーヴに建つ。これはその昔、ナポレオンの侵略に備えて湾岸警備のために英国が各地に建造した要塞(マーテロー塔)の一つで、後年に地元の富豪が購入・改装した。若き日のジョイスは友人（塔の持ち主オリバー・セント＝ジョン＝ゴガティ）を訪ね、この塔に滞在したことがあり、その時の経験は『ユリシーズ』の第一章でスティーヴン・ディーダラスが、バック・マリガンと口論するシーンの元ネタとなる。ジェイムス・ジョイスタワーと博物館参照。

### ブルームの日
『ユリシーズ』の主人公レオポルド・ブルームがダブリンを彷徨した1904年6月16日にちなみ、毎年6月16日、ダブリンにジョイスの読者が集まり様々な催し物を行う、いわば『ユリシーズ』記念日。集まった人々は登場人物に扮するなどして当時の服装に身を包み、劇中に登場する場所への訪問、『ユリシーズ』の朗読や劇の上映、またパブめぐりなどを行う。ダブリンではジェイムズ・ジョイス・センターがイベント運営を行っている。もともとアイルランドのダブリンが本家だが、近年アメリカ合衆国、日本、ブラジルなどでもブルームズデイを祝う試みがなされた。
なお、1904年6月16日というのはジョイスが妻ノーラと初めてデートした日である。

### ジェイムズ・ジョイスの命名
アイルランド海軍の哨戒艦であるサミュエル・ベケット級哨戒艦の二番艦ジェイムズ・ジョイスの艦名は彼に由来している。

### 映画化作品
- 『ノーラ・ジョイス 或る小説家の妻（英語版）』2000年製作、2001年11月日本公開
  - 原作『ノーラ　ジェイムズ・ジョイスの妻となった女』ブレンダ・マドクス、丹治愛監訳、集英社文庫、2001年

パット・マーフィー監督：ジョイス役はユアン・マクレガー、ノーラ役はスーザン・リンチ。

## 日本語研究

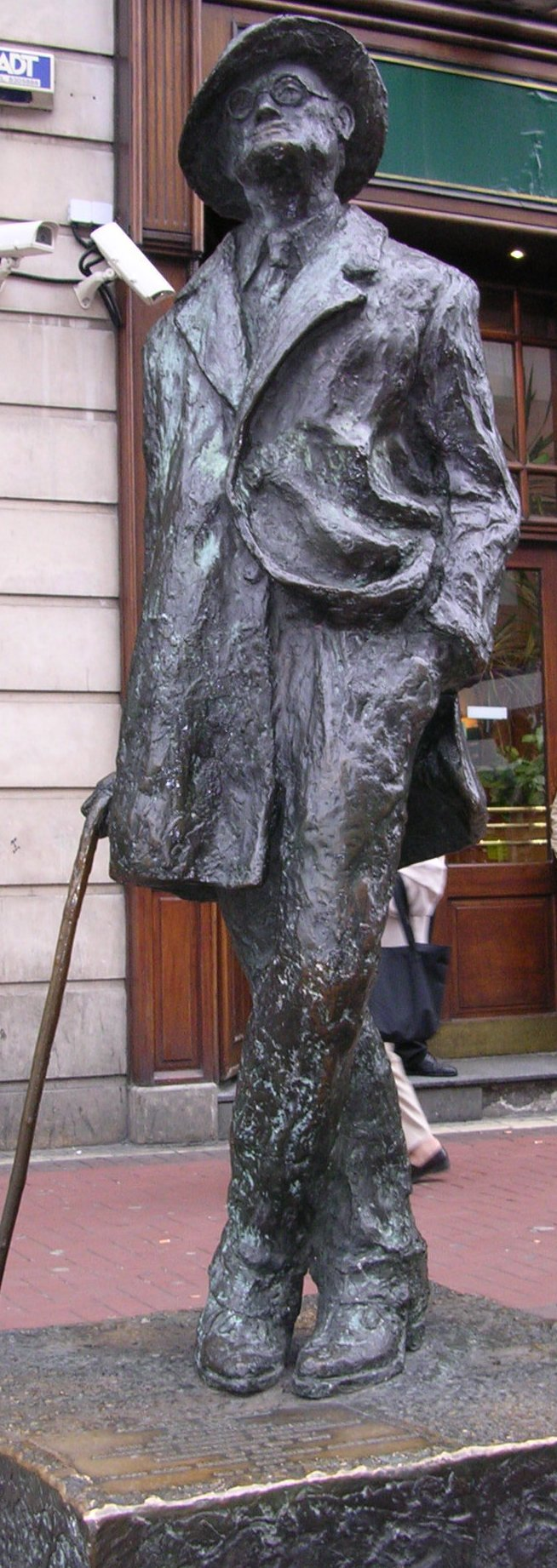
ダブリン市内にあるジェイムズ・ジョイスの銅像

※膨大な数につき、訳書も含め近年刊行のみ記す
- スタニスロース・ジョイス『兄の番人 若き日のジェイムズ・ジョイス』
宮田恭子訳 みすず書房 1993年
- リチャード・エルマン『ジェイムズ・ジョイス伝』 
宮田恭子訳、みすず書房（全2巻） 1996年
- リチャード・エルマン『リフィー河畔のユリシーズ』
和田旦・加藤弘和訳、国文社 1985年
- 宮田恭子 『ジョイス研究　家族との関係にみる作家像』小沢書店 1988年
著者は、研究続篇を小沢書店、みすず書房で刊行。リンク先参照
- 北村富治 『「ユリシーズ」註解』洋泉社 2009年
著者は、丸谷訳を批判し、詳細に作品の意味を解説。
- 米本義孝 『言葉の芸術家ジェイムズ・ジョイス』南雲堂 2003年
- 結城英雄 『「ユリシーズ」の謎を歩く』集英社 1999年
- 結城英雄 『ジョイスを読む』　集英社新書 2004年　入門書
- エドナ・オブライエン 『ジェイムズ・ジョイス』、入門書
井川ちとせ訳、〈ペンギン評伝双書〉岩波書店 2002年
- 柳瀬尚紀訳 『肖像のジェイムズ・ジョイス』　河出書房新社 1995年
ボブ・ケイトー、グレッグ・ヴィティエッロ編、写真多数の評伝
- 柳瀬尚紀 『ジェイムズ・ジョイスの謎を解く』岩波新書 1996年
- ジェイムズ・ジョイス研究会訳 『ジェイムズ・ジョイス事典』　　
A.N.ファーグノリ、M.P.ギレスピー編著松柏社 1997年
- 小川美彦・佐藤亨ほか編 『ジェイムズ・ジョイスユリシーズ百科事典』英宝社 1997年
- 小川美彦 『ジェイムズ・ジョイスの世界』英宝社 1992年
- 鈴木良平 『ジョイスの世界 　モダニズム文学の解読』 彩流社 1992年
- 小野恭子 『ジョイスを読む』　研究社出版 1992年
- 丸谷才一編『ジェイムズ・ジョイス 現代作家論』 早川書房 新版1992年 
ウンベルト・エーコほか多数の古典的作家作品論